# 공중보건의사
공중보건의사(公衆保健醫師, 영어: Public Health Doctor)는 대한민국의 병역 제도 중 하나로, 보충역의 한 종류이다. 병역법 규정에 의하여 군 복무 대신 의사가 없는 마을(주로 낙도)이나 보건소에서 3년간 근무한다. 약어로 공보의(公保醫)라고도 한다.

## 제도의 시작
1978년 12월 5일에 개정된 병역법과 같은날에 제정공포된 "국민보건의료를 위한 특별조치법"에 의해 1979년부터 의사의 자격을 가진 징병대상자 가운데 예비역장교의 병적에 편입된 자를 대상으로 공중보건 업무에 종사하도록 하고, 같은해에 공중보건의사 604명(의사 300명, 치과의사 304명)이 최초로 농어촌에 배치되었는데 이것이 의사자격을 가진 자의 공중보건의사로의 소집의 시작이다.

## 연혁
- 1979년: 1978년 12월 8일에 개정된 병역법[5][6]과 같은날에 제정공포된 "국민보건의료를 위한 특별조치법"에 의해 1979년부터 의사의 자격을 가진 징병대상자 가운데 예비역장교의 병적에 편입된 자를 대상으로 공중보건 업무에 종사하도록 하였다.
- 1980년 12월 31일: 국민보건의료를 위한 특별조치법이 폐지, 공중보건의사의 근거법률이 같은 날에 제정공포된 "농어촌 보건의료를 위한 특별조치법"[7]으로 바뀜
- 1990년: 병역의무의 특례규제에 관한 법률에 의해 공중보건의사의 역종 및 계급의 분류가 예비역의 장교에서 보충역의 병으로 바뀜(해당 조항은 1994년 병역법과 통합하면서 바뀜)
- 1991년: 농어촌 보건의료를 위한 특별조치법이 "농어촌 등 보건의료를 위한 특별조치법"으로 전부개정
- 1992년 6월 1일: 전문직 공무원의 신분이 됨
- 2002년 12월 18일: 전문직 공무원의 신분에서 계약직 공무원의 신분이 됨

## 지원자격
의과대학, 치과대학, 한의과대학을 졸업하고 의사, 치과의사, 한의사 면허증을 취득한 보충역판정을 받은 병역 미필자들이 이에 해당한다. 그러나, 전문의과에 따라 달라서 정형외과, 신경외과와 같이 군의관 소요가 많은 전문의과의 레지던트를 이수한 전문의들은 보충역 판정자도 군의관이 되어 해당 전문의과에서 복무하거나 소아과와 같이 군의관 소요가 아예 없는 전문의과나 산부인과와 같이 군의관 T/O가 적은 전문의과의 레지던트를 이수한 전문의들은 1급현역판정자도 공중보건의사가 되어 해당 전문의과에서 복무하기도 한다.

## 계급 및 급여
공중보건의사가 되면 서류상 계급은 육군 이등병이나, 민간인 신분이기 때문에 위수지역내에만 기거해야 하는 등의 제약이 거의 없으며, 복무 완료 후의 예비군 직책은 중위 혹은 대위(전문의)이다. 급여도 일반의의 경우 중위 3호봉, 전문의의 경우는 대위 3호봉에 기준하여 지급되며 1년마다 1호봉씩 올라가게 된다.
공중보건의사로 복무를 마치게 되면 병역법에 따른 보충역이 되므로, 예비역 장교가 되지는 않는다.(즉, 예비역이 될 수 없다.) 또한 복무중에는 농어촌보건의료특별법 제3조에 따라 임기제공무원 신분이다.

## 배치되는 의료시설
공중보건의사가 배치되는 의료시설은 다음과 같다.
- 보건소, 공공병원(특별시·광역시 관할구역의 구를 제외)
  - 보건소, 보건지소
  - 보건복지부장관이 정하는 공공병원(국립병원·지방자치단체가 설립한 병원·공공단체가 설립한 병원)
- 공중보건의료연구기관
- 해당 법률의 시행령에 규정되어 있는 의료시설
  - 병원선
  - 이동지원반
  - 군지역 및 의사의 확보가 어려운 중소도시의 민간병원 중 정부의 지원을 받는 병원으로서, 보건복지부장관이 정하는 병원
  - 사회복지시설
  - 구치소, 교도소 내부의 의료시설
  - 응급의료기관

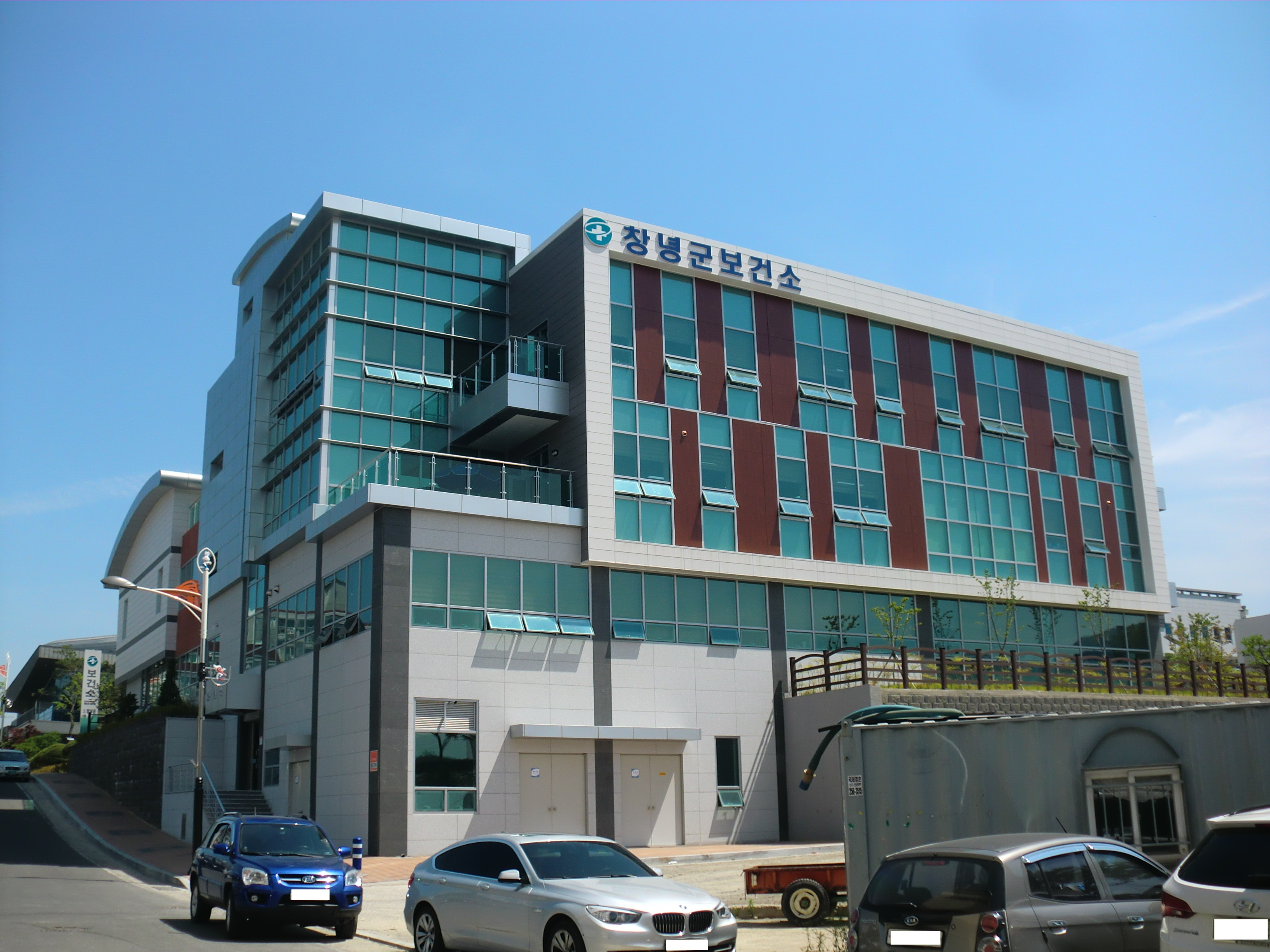
보건소
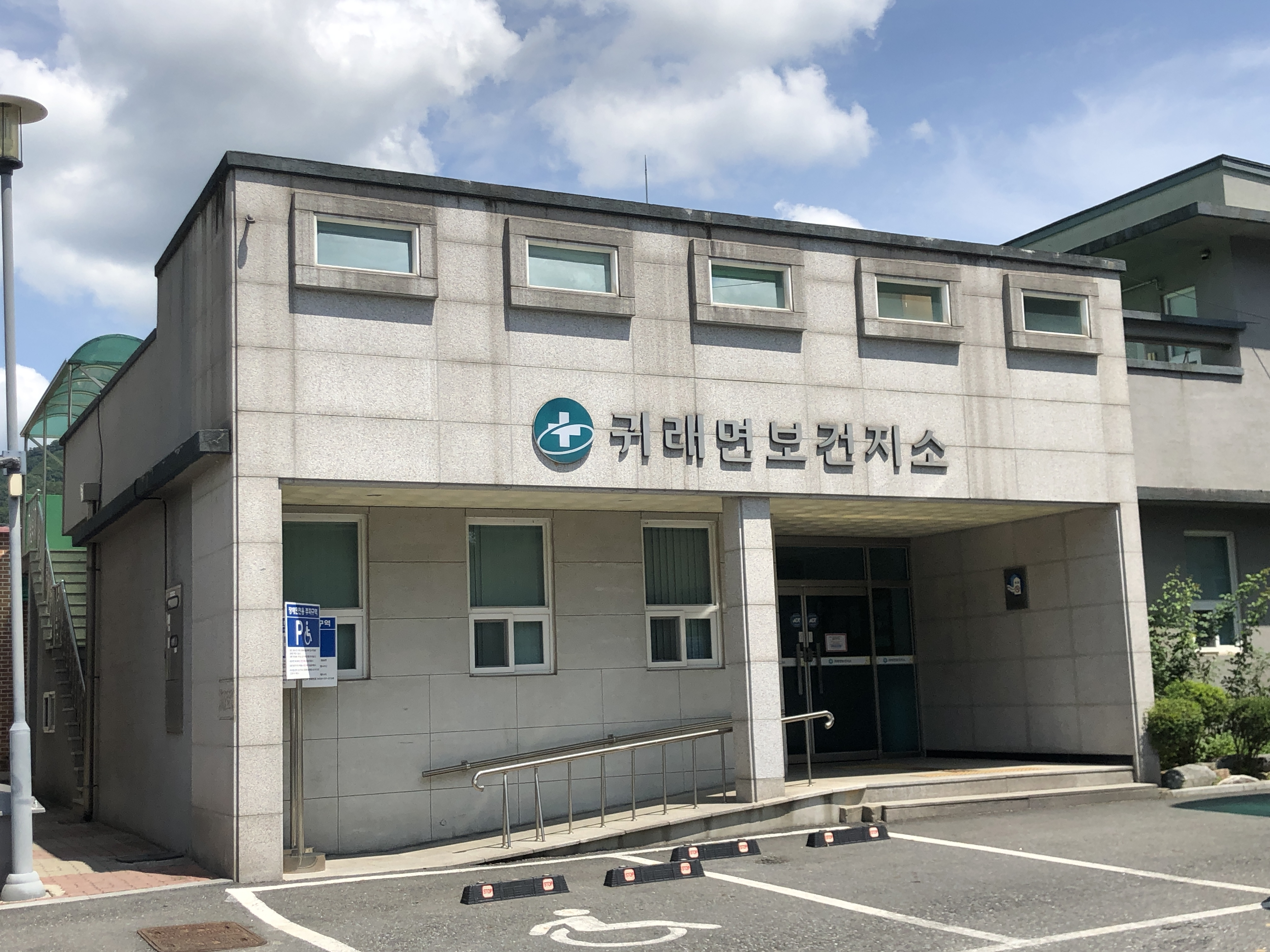
보건지소
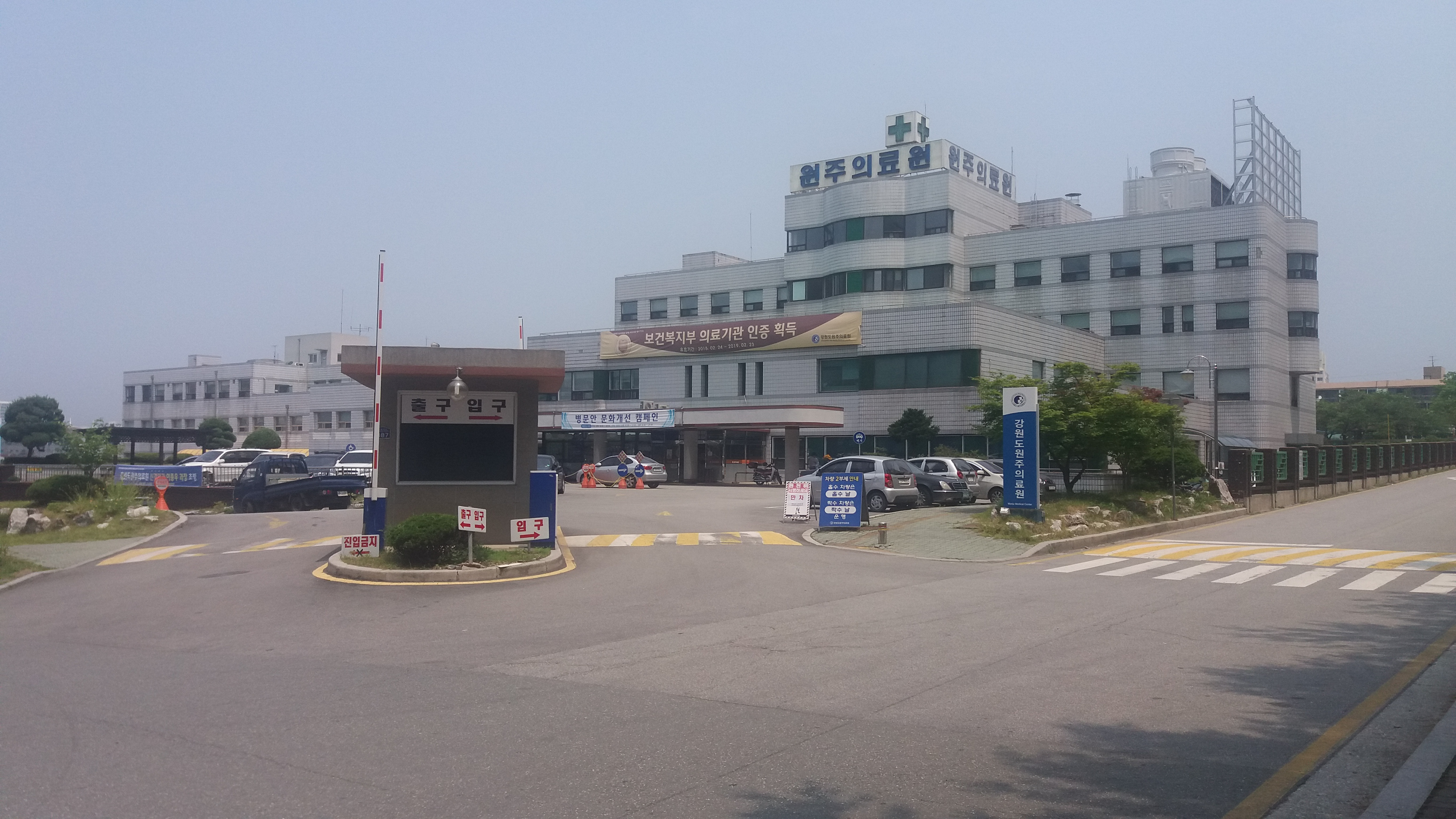
지방자치단체가 설립한 병원

## 전망
- 모든 보충역의 대체복무, 즉 예술체육요원, 전문연구요원, 전문봉사요원(공중보건의사, 징병전담의사, 공중방역수의사, 공익법무관)의 존치여부가 늦어도 2022년 이전에는 폐지된다.

- 늦어도 2022년 이후에는 보충역이 폐지되어, 병역 구분이 현역과 제2국민역으로 2원화 된다. (그 외로는 '병역면제')

## 같이 보기
- 대한민국의 보충역